# 치멘 브왕가
치멘 브왕가(Tshimen Bwanga, 1949년 1월 4일 ~ )는 콩고 민주 공화국의 전 축구 선수이다. 그는 자이르 축구 국가대표팀으로 1974년 FIFA 월드컵에 출전한 경력이 있다. 브왕가는 1973년 아프리카 올해의 축구 선수 수상자이며, 2000년에 IFFHS가 뽑은 20세기 콩고 민주 공화국 최고의 축구 선수와 2006년 50년간 아프리카 최고의 선수 200명에도 뽑혔다.